# Dogondoutchi
Dogondoutchi est une localité et commune urbaine du département de Dogondoutchi, région de Dosso au Niger. La « haute colline »), est située à environ 300 km à l’Est de Niamey, à 40 km du Nigéria, sur la route nationale no 1 qui joint la capitale aux villes de Maradi et Zinder à l’est, et Agadès et Arlit au nord.
Elle comprend environ 80 000 habitants répartis sur un bourg d’environ 30 000 h, 17 villages périphériques distants de 5 à 30 km de la ville, et 5 tribus nomades Peulhs non sédentaires.

## Géographie

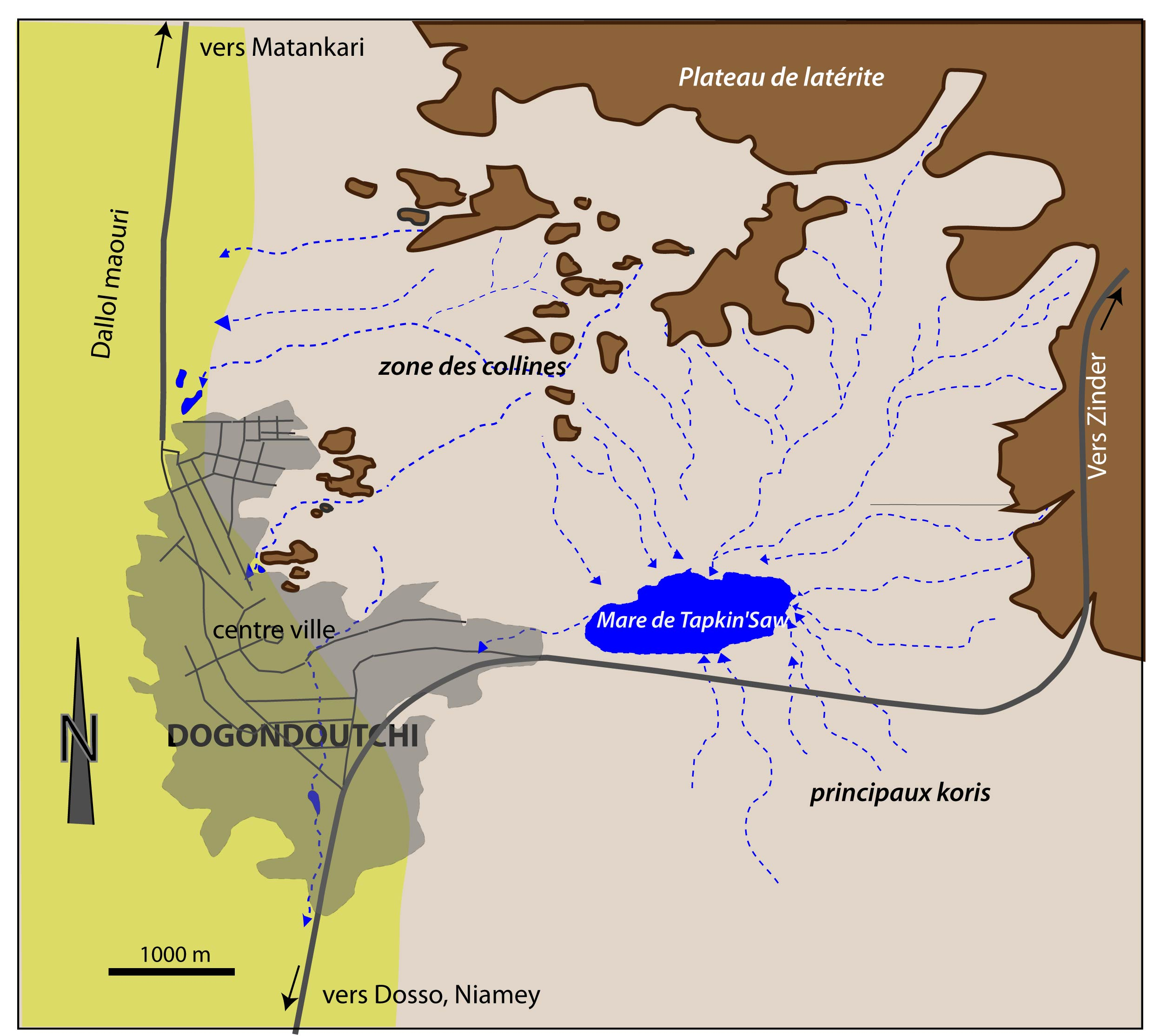
Hydrogéographie de Dogondoutchi

### Situation
Dogondoutchi est située sur la route nationale 1 (axe Niamey-Ngigmi) à 137 km au nord-est du chef-lieu régional Dosso.  
|                | Matankari      |           |
| Falouel        | Dogondoutchi   | Matankari |
| Tombokoirey II | Tombokoirey II | Kiéché    |

### Le site de Dogondoutchi
La ville de Dogondoutchi, dominée au nord par une grande colline d'où elle tire son nom, s’étend sur la rive gauche du Dallol Maouri, large vallée fossile encadrée de plateaux gréso-argileux parfois cuirassés. 
Elle est située entre le Sahel au nord et la savane au sud. La région est caractérisée par de larges vallées généralement asséchées, les dallols du Niger qui, en période de pluie, drainent un vaste bassin qui s’étend des reliefs de l’Aïr et des Adrar de Iforas au nord jusqu’au fleuve Niger au sud.
Dans ce bassin sédimentaire se sont accumulés d’importants dépôts sableux et argileux, dont les plus récents sont d’âge tertiaire et quaternaire. Par suite d'un climat plus sec à la fin du Quaternaire ces roches ont durci, et ont formé des plateaux latéritiques imperméables découpés par des ravins courts (koris), dont l'eau est collectée dans le Dallol Maouri.

### Pluviométrie, sécheresse et lutte contre l'érosion
Les précipitations annuelles à Dogondoutchi varient entre 400 et 600 mm d’eau, soit autant qu’en zone méditerranéenne en France… mais ces précipitations ont lieu de juin à octobre. D’octobre à mai, il ne pleut jamais. Les précipitations souvent très violentes (50 à 150 mm par jour) entraînent des inondations brutales qui mettent à mal les maisons en banco (argile séchée) autour des grands koris qui traversent la ville et emportent la terre arable des champs. L'eau s’infiltre ensuite rapidement pour alimenter la nappe phréatique sous-jacente ou se rassemble dans de vastes étangs qui s’assèchent après les dernières pluies, et quelques mares semi-permanentes (par exemple, la "mare" de Tapkin Saw, près de la ville).
Après les inondations catastrophiques de 2002, les habitants avec l'aide d'une action de coopération décentralisée) et du programme "food for work", ont réalisé cinq kilomètres de diguettes qui protègent efficacement la ville.
L'expérience acquise a essaimé au Niger et au Mali grâce à l'aide de l'ONG nigérienne RAIL.

### Accès à l'eau potable
À Dogondoutchi, l'eau de surface (mares temporaires) est utilisable pour les animaux mais impropre à la consommation humaine (infiltration d’eaux polluées par les animaux ou par l’homme). Il existe par contre une bonne nappe phréatique en profondeur, mais son exploitation se heurte à plusieurs difficultés : d'une part le terrain est souvent constitué de sable ou de gravier, donc très instable, et doit être consolidé ; d’autre part la profondeur des puits (25 à 75 m) exige une dépense d'énergie importante pour extraire l’eau. Cette énergie est fournie par l’homme (plus souvent la femme !), ou par la force animale.
Pour résoudre ces problèmes, les responsables locaux du génie rural ont fait réaliser une étude par un cabinet nigérien qui a proposé un programme de réhabilitation et de construction de 100 puits et forages couvrant toute la commune, et la formation d’un personnel d'entretien. Les travaux, en cours d'achèvement en 2015, ont été financés par la coopération décentralisée et un financement local. http://www.doutchiorsay.fr/category/eau-potable/.

## Histoire
Les limites de l’arrondissement de Dogondoutchi sont approximativement celles de l’ancienne région de l’Aréwa. D’abord sous-préfecture, Dogondoutchi est devenue en 2008 chef-lieu du département du même nom, qui appartient à la région de Dosso.
Dogondoutchi est connue comme la capitale culturelle de la région de l'Arewa, qui correspond approximativement au berceau des Mawari un sous-groupe de Haoussa. L'histoire de Dogondoutchi se confond avec celle de l'ancienne région de l'Arewa. Au XIXe siècle, la Sarraounia, reine guerrière résidant à Lougou (cf. Chronique des Kwanawa), avait d'abord résisté à l'invasion des Touaregs avant de s'opposer à la pénétration coloniale en 1899 par la colonne Voulet-Chanoine. Cette colonne vainquit les forces locales lors de la bataille de Lougou. Après force massacres et destructions diverses, un poste militaire a été installé à Dogondoutchi. À l'arrivée des forces françaises en 1899, l'emplacement actuel de Dogondoutchi était occupé par le village des Kwanawa, qui était entouré d'autres villages à l'origine des quartiers actuels de la ville. La situation de Dogondoutchi au centre de l'Arewa permit ensuite le maintien et le développement de services administratifs.

## Population

### Les habitants de Doutchi
La population de la commune urbaine était estimée à 79 389 habitants en 2011 dont environ 30 000 dans le centre urbain (57 521 en 2008 et 7 367 en 1966).
Cette population est répartie en 11 quartiers, 17 villages administratifs distants de 5 à 30 km de la ville, et 5 tribus nomades Peulhs non sédentaires.
Les groupes ethniques sont, par ordre d’importance numérique, les Haoussa, les Peulhs, les Touareg et les Zarma. Dogondoutchi se situe à la bordure ouest des populations Haoussa  qui s'étalent sur un arc allant jusqu'à Zinder à l'est. Les Zarma qui constituent la population sédentaire majoritaire au Niger sont plutôt localisés vers l'Ouest alors que pour les Peulhs qui sont éleveurs nomades venant du nord, Dogondoutchi est la limite sud. Certaines personnes Peulh âgées y sont sédentarisées. tandis que les Haoussa et les Zarma sont des sédentaires agriculteurs, cultivateurs de mil et de niébé (petit haricot). Les Touareg émigrés du Nord sont aussi sédentarisés mais continuent à faire leur élevage traditionnel. Certains se sont convertis à l'agriculture et au commerce.

### Administration actuelle et traditionnelle
Le Conseil municipal, désormais élu depuis les réformes de 2004, administre la ville. Cependant comme partout au Niger, la chefferie traditionnelle représentée par un chef appelé « Kona », associé aux chefs de quartiers et de canton continue à percevoir les impôts locaux et contribue à la formation et à la sensibilisation de la population au développement de la ville.

### Religions
Dans la ville comme dans l'ensemble du Niger l'islam est la religion dominante à 90 %. Il y a donc plusieurs mosquées. Mais les Mawris autour de Dogondoutchi sont les dernières populations animistes parmi les Haoussa. Dogondoutchi est aussi un centre de rassemblement pour le rituel de la possession de l'esprit de Bori qui a été très étudié par les anthropologues occidentaux.
Sont également présentes, une mission catholique et une mission protestante.

## Santé publique

### Hôpitaux, médecine
Dogondoutchi est équipé en 2015 d'un hôpital de district, d'un centre de PMI, de 3 centres de santé intégrés, de 7 cases de santé réparties dans les villages périphériques, avec 3 médecins, 14 infirmier(e)s, 6 sages-femmes diplômées, 4 « matrones », 4 pharmacies et 2 dépôts pharmaceutiques. Une grande partie des accouchements se fait dans les centres de santé, ce qui a réduit la mortalité des mères et des enfants.
Paludisme : formation de marigots favorisant la prolifération des moustiques).

### Assainissement
Pour améliorer l'hygiène, les habitants ont créé un Comité Central de Salubrité qui a impulsé depuis 1998 des progrès dans deux directions : la construction des latrines avec l'éducation à l'hygiène et la collecte et le ramassage des ordures.

#### La confection des latrines
Les latrines dans les habitations individuelles (concessions) étaient inexistantes dans la ville en 1998. Leur construction ainsi que celle de puisards pour les eaux usées a été mise en œuvre selon un protocole en collaboration avec Aide et Action. Elle a été financée grâce à des prêts contractés auprès d'une mutuelle de micro-crédits créée à cette occasion. À raison de 50 par an, plus de 600 latrines individuelles ont été construites depuis la fin des années 1990. Par ailleurs, des latrines dans les écoles et dans le domaine public ont été réalisées, certaines accompagnées de douches. Le succès de ce financement familial est unique en Afrique. Dans les villages périphériques, où les habitants sont plus pauvres, des latrines familiales adaptées aux possibilités financières des familles ont été construites par la population elle-même. Mais un préalable à l'installation a été une campagne active d'information et de sensibilisation à la propreté et à l'hygiène. qui a été réalisée selon la méthode ATPC (Assainissement Total Piloté par la Communauté), initiée par USAID. Les séances sont organisées au niveau de chaque village et sont appuyées par des émissions de la radio locale. (Radio Dallol). Elles accompagnent le programme d’accès à l’eau potable (cf. 1.3).

#### Le ramassage des ordures
Devant les problèmes engendrés par le ramassage aléatoire des ordures et leur dispersion par les animaux domestiques errants, le Comité Central de Salubrité et les Comités de quartiers soutenus par la coopération décentralisée (Département de l'Essonne, AESN, SIOM) ont impulsé la création de dépotoirs dans chaque quartier (20 dans un premier temps) et d'un système de ramassage des ordures. Un charretier dont le matériel est fourni par la mairie est chargé de vider chaque dépotoir deux à trois fois par semaine. Le bœuf de traction est fourni au charretier qui l’entretient et le paie en 18 mois. Dans les "aires économiques" (marchés…) chaque commerçant bénéficiaire a reçu en 2015 deux poubelles, dont l'une est destinée aux déchets biodégradables et l'autre aux déchets plastiques.
Les ordures sont vidées en décharges ou achetées par des paysans, à charge pour eux de les trier. Un groupe de concertation a été constitué pour suivre et évaluer la gestion, notamment le grave problème des déchets plastiques (qui, pour l'instant sont incinérés).

## Éducation, vie culturelle

### Le système scolaire
10 langues africaines sont parlées quotidiennement au Niger dont au moins quatre à Dogondoutchi. Mais le français est la langue officielle ; c'est pourquoi les enfants reçoivent une initiation au français dès la première année de l'école primaire où ils passent 6 ans ; à partir de la 4e année et dans tout le secondaire, l'enseignement est donné entièrement en français.
En 2015-2016, il y a à Doutchi 67 écoles primaires publiques dont 1 franco-arabe, avec 299 classes et 36 959 élèves dont 17 597 filles et 19 362 garçons (données fournies par les inspecteurs locaux de l’Éducation Nationale.
L'enseignement secondaire est dispensé dans 7 établissements au niveau collège (4 publics dont 1 franco-arabe, 3 privés dont 1 franco-arabe) et 6 au niveau lycée (3 publics dont 1 d'enseignement général, 1 professionnel, 1 franco-arabe ; 3 privés dont 1 franco-arabe).
Au total, tous types d'établissement confondus, 20 173 élèves sont scolarisés dans le secondaire, dont 11 918 garçons et 8 255 filles.
On peut donc remarquer qu'en primaire les filles sont presque autant scolarisées que les garçons, et qu'elles le sont moins dans le secondaire. Mais ce taux de scolarisation voisin de 100 % est exceptionnel par rapport à la moyenne observée au Niger.
Le lycée d'enseignement général public accueille 1 049 élèves répartis en 20 classes dont l'effectif varie de 40 à 80.
Il faut ajouter les jardins d'enfants, ou écoles maternelles qui accueillent actuellement 2995 enfants. C'est une étape importante pour les petits qui dès leur passage en primaire vont devoir apprendre une langue étrangère, le français.
À tous les niveaux du système scolaire, de nombreux problèmes se posent, tant au niveau de la formation des enseignants que du matériel scolaire très insuffisant. Dans l'enseignement primaire, le matériel individuel (cahiers, stylos…) est désormais fourni par l'État.

### Vie culturelle
Dogondoutchi bénéficie d'une M.J.C. et de 2 centres culturels : le plus ancien est le Centre Waye-Kaï, ouvert à tous par la Mission Catholique. Sa bibliothèque a longtemps été la seule de la ville. Créée en 1947 par les pères Rédemptoristes, l'école de la Mission a formé une bonne partie de l'élite nigérienne de toutes confessions.
Le C.R.E.E.D. - Centre de Ressources et d’Échanges en Éducation - de Doutchi a été ouvert en 2011 sur un terrain de la mairie, à proximité du lycée et de l’un des collèges ; ce Centre est d'abord destiné aux élèves et aux enseignants mais toute personne intéressée peut y recevoir en particulier une initiation à l'informatique. L’Éducation Nationale du Niger a dégagé des enseignants pour s’occuper de la bibliothèque ainsi que de la maintenance et de la formation en informatique.
Il faut aussi mentionner l'opération "Lire pour le plaisir": pour favoriser le goût de la lecture et aider à la maitrise du français, un ensemble de malles contenant chacune une centaine de livres africains pour enfants a été constitué à raison d'une malle par école pour que les élèves puissent les emprunter. Le but est de favoriser chez les enfants la découverte de la lecture-plaisir. (Cela profite aussi aux familles !)
Enfin, il existe à Doutchi 13 centres d'alphabétisation très vivants.

## Vie économique

### Agriculture
Les productions agricoles sont largement dépendantes des conditions climatiques, de type sahélien (cf. 1.1.). Pour récupérer des terres et limiter l’érosion, une politique de soutien à la pose de cordons pierreux dans les champs a été mise en œuvre en complément des gros travaux de lutte contre le ruissellement réalisés autour de la ville (cf. § 1.2). Les cultures en champs ne sont possibles que pendant la saison des pluies de juin à septembre-octobre. Après il n'y a aucune précipitation, les cultures se limitent alors au maraichage autour des mares temporaires jusqu'à leur assèchement en mars-avril.

#### Culture en champs
Les cultures traditionnelles sont majoritairement le mil (céréale à petits grains) et le niébé (petit haricot). Les rendements sont bas (2 à 300 kg/ha pour le mil), en raison des sols sableux qui sont pauvres en argile et matière organique. L'implantation de l'entreprise semencière Ahleri à Dogondoutchi par un groupe d'agronomes nigériens formés au Nigeria  a permis à partir de 2008 le lancement d'une initiative locale très intéressante pour l'augmentation des rendements et des revenus agricoles. Le principe a consisté à proposer à chaque agriculteur de consacrer une de ses parcelles (1 ha, appelée champ-école)  à l'utilisation de semences améliorées associées à des micro-doses d’engrais (culture en poquet). En 2013, 170 agriculteurs de 5 villages sur 230 ha ont adhéré à cette action.
Le bilan montre pour trois années de pluviosité correcte un gain moyen stable de rendement de 70 % par rapport aux parcelles voisines cultivées traditionnellement par le même agriculteur. L’analyse des comptes d’exploitation individuels montre que tous les agriculteurs du programme champs-écoles ont des bilans positifs avec des bénéfices dépassant le plus souvent 50 % de leur chiffre d’affaires. La résilience de l’approche a été testée lors de la sécheresse de 2011 et a permis de mettre en œuvre des solidarités collectives.
Cependant, plusieurs facteurs sont nécessaires pour atteindre ce résultat : 1) techniques agricoles améliorées 2) financement par microcrédit, le remboursement se faisant quand les cours sont remontés à des niveaux raisonnables et non à la récolte où les prix sont au plus bas 3) existence de magasins de stockage qui permettent cette attente 4) organisation paysanne solidaire au niveau de chaque village.
Une traduction directe de l’augmentation de la production de céréales et des revenus agricoles est la meilleure rentrée des impôts locaux.

#### Maraichage
Les parcelles maraîchères sont situées principalement autour des mares Tapkin Saw, à 1–2 km au nord-ouest du centre urbain et du village de Liguido. Ces mares alimentent une nappe superficielle à la saison humide jusqu’au mois de février-mars. Les zones de maraîchage couvrent environ 20 ha cultivés traditionnellement en légumes verts mais au moment de la grande sécheresse de 2005 qui a provoqué des famines, les maraîchers de Tapkin Saw ont été convaincus de diversifier leur production avec des aliments plus énergétiques comme la pomme de terre. Pour ce faire, l’association bretonne Agriculture sans frontières les a d'abord fait bénéficier de semences gratuites, mais ils ont su rapidement s’organiser pour en faire une activité commerciale bénéficiaire. Une nouvelle sécheresse en 2011 a conduit à rechercher une extension de la production maraichère. Ainsi une étude hydrogéologique et technique a été réalisée pour établir un projet d’irrigation de 80 ha douze mois sur douze à partir de forages profonds, pour lequel le financement d’une première tranche de 33 ha est actuellement recherché.

#### Élevage
L'élevage des gros animaux (bovins et caprins) est réalisé par des populations nomades, les Peuls, qui migrent vers le sud après les récoltes pour bénéficier de la possibilité de pâturage des résidus végétaux laissés sur les champs. La réglementation de l'accès aux champs fait partie des prérogatives du chef traditionnel (Kona). Chaque famille possède quelques petits animaux d'élevage, des pintades principalement, mais peut aussi pratiquer " l'embouche animale" d'un veau jusqu'à sa maturité pour la revente.

### Artisanat
Dans le centre urbain on trouve l'ensemble des activités artisanales traditionnelles : travail du bois, ferronnerie. Un artisan local, ferronnier à Dogondoutchi, a développé dès 2006 un système de puisage original (exhaure de puits) à double enroulement : les cordes descendant dans le puits n'en sortent pas tandis que les cordes qui servent à la traction des seaux et traînent dans le sable, restent à l’extérieur du puits. Ce système qui évite la contamination des puits a été adopté pour tous les puits construits ou rénovés dans le cadre du programme soutenu par l’AESN (voir le schéma du système original de puisage).
Afin de développer les activités artisanales nécessaires à l'installation et à l'entretien des dispositifs techniques implantés sur place (irrigation, forages, distribution, d'eau, mécanique automobile,..) un centre de formation technique et un Lycée Technologique ont été créés sur place.

### Commerce
Route trans-sahélienne Dakar (Sénégal) — N'Djamena (Tchad) passe par Dogondoutchi. Situé au carrefour de routes allant vers l'est, le Nigeria et le nord, Dogondoutchi est un centre de passage et de relais important. On y trouve des restaurants et un hôtel de qualité. C'est aussi un lieu d'échanges privilégié pour le commerce aussi bien alimentaire que vestimentaire. Son marché du vendredi est très vivant et très bien fourni en produits locaux (céréales et légumes…). Il comprend un marché aux bestiaux.